# Cliff Aberson
Clifford Alexander Aberson, detto Cliff (Chicago, 28 agosto 1921 – Vallejo, 23 giugno 1973), è stato un giocatore di football americano e giocatore di baseball statunitense.

## Carriera professionistica
Aberson disputò 11 partite nel 1946 con i Green Bay Packers della National Football League, giocando come tailback, defensive back e occasionalmente come quarterback. Lasciò il football dopo una sola stagione per giocare a baseball nei Chicago Cubs della Major League Baseball come esterno sinistro con cui in tre stagioni disputò 63 partite battendo con una media di .251.

## Vittorie e premi
Nessuno

## Statistiche
NFL
| Yard passate      | 184 |
| Touchdown         | 0   |
| Intercetti subiti | 5   |
| Passer rating     | 9,7 |